# Unterseeboot 86 (1941)
Pour les articles homonymes, voir Unterseeboot 86.
L'Unterseeboot 86 ou U-86 est un sous-marin allemand (U-Boot) de type VII.B construit pour la Kriegsmarine pendant la Seconde Guerre mondiale.

## Construction
L'U-86 fait partie du programme 1937-1938 d'une nouvelle classe de sous-marins océaniques. Il est de type VII B lancé entre 1936 et 1940. Construit dans les chantiers de Flender Werke AG à Lübeck, la quille du U-86 est posée le 20 janvier 1940 et il est lancé le 10 mai 1941. L'U-86 entre en service deux mois plus tard.

## Historique
À compter du 8 juillet 1941, l'U-86 sert de sous-marin-école au sein de la 5. Unterseebootsflottille à Kiel, puis à partir du 1er septembre 1941 dans la 1. Unterseebootsflottille toujours à Kiel.

Le 1er décembre 1941, l'U-86 devient opérationnel toujours dans la 1. Unterseebootsflottille, d'abord à Kiel, puis à la Brest.
Il accomplit sa première patrouille de guerre, quittant le port de Kiel, le 7 décembre 1941, sous les ordres du Kapitänleutnant Walter Schug. Après seize jours en mer, il atteint Brest le 22 décembre 1941.
L'Unterseeboot 86 a effectué huit patrouilles dans lesquelles il a coulé trois navires marchands pour un total de 9 614 tonneaux et a endommagé un navire marchand de 8 627 tonneaux, le tout durant 415 jours en mer.
Pour sa huitième patrouille, l'U-86 quitte le port de Brest le 11 novembre 1943 toujours sous les ordres du Kapitänleutnant Walter Schug. Après dix-neuf jours en mer, l'U-86 est coulé le 29 novembre 1943 dans l'Atlantique Nord à l'est des Açores, à la position géographique de 39° 33′ N, 19° 01′ O par des charges de profondeurs lancées par des avions Grumman TBF Avenger du porte-avions d'escorte USS Bogue (CVE-9).
Les cinquante membres d'équipage meurent dans cette attaque.

## Affectations
- 5. Unterseebootsflottille à Kiel du 8 juillet au 31 août 1941 (entraînement)
- 1. Unterseebootsflottille à Kiel du 1er septembre au 30 novembre 1941 (entraînement)
- 1. Unterseebootsflottille à Brest du 1er décembre 1941 au 29 novembre 1943 (service actif)

## Commandements
- Kapitänleutnant Walter Schug du 8 juillet 1941 au 29 novembre 1943

## Patrouilles
|       | Commandant          | Départ           | Départ | Arrivée           | Arrivée | Jours     | Succès   |
| ----- | ------------------- | ---------------- | ------ | ----------------- | ------- | --------- | -------- |
| 1     | Kptlt. Walter Schug | 7 décembre 1941  | Kiel   | 22 décembre 1941  | Brest   | 16 jours  |          |
| 2     | Kptlt. Walter Schug | 27 décembre 1941 | Brest  | 15 février 1942   | Brest   | 51 jours  | 12 898   |
| 3     | Kptlt. Walter Schug | 25 mars 1942     | Brest  | 26 mai 1942       | Brest   | 63 jours  |          |
| 4     | Kptlt. Walter Schug | 2 juillet 1942   | Brest  | 18 septembre 1942 | Brest   | 79 jours  | 342      |
| 5     | Kptlt. Walter Schug | 31 octobre 1942  | Brest  | 7 janvier 1943    | Brest   | 69 jours  |          |
| 6     | Kptlt. Walter Schug | 24 février 1943  | Brest  | 16 avril 1943     | Brest   | 52 jours  | 5001     |
| 7     | Kptlt. Walter Schug | 8 juillet 1943   | Brest  | 11 septembre 1943 | Brest   | 66 jours  |          |
|       | Kptlt. Walter Schug | 30 octobre 1943  | Brest  | 1er novembre 1943 | Brest   | 3 jours   |          |
| 8     | Kptlt. Walter Schug | 11 novembre 1943 | Brest  | 29 novembre 1943  | Coulé   | 19 jours  |          |
| Total | Total               | Total            | Total  | Total             | Total   | 415 jours | 18 241 t |

Note : Kptlt. = Kapitänleutnant

### Opérations Wolfpack
L'U-86 a opéré avec les Wolfpacks (meute de loups) durant sa carrière opérationnelle:
- Ziethen (7 janvier 1942 - 22 janvier 1942)
- Wolf (13 juillet 1942 - 31 juillet 1942)
- Natter (6 novembre 1942 - 8 novembre 1942)
- Westwall (8 novembre 1942 - 16 décembre 1942)
- Neuland (4 mars 1943 - 13 mars 1943)
- Dränger (14 mars 1943 - 20 mars 1943)
- Seewolf (21 mars 1943 - 30 mars 1943)
- sans nom (11 juillet 1943 - 29 juillet 1943)
- Schill 2 (17 novembre 1943 - 22 novembre 1943)
- Weddigen (22 novembre 1943 - 29 novembre 1943)

## Navires coulés
L'Unterseeboot 86 a coulé 3 navires marchands pour un total de 9 614 tonneaux et a endommagé 1 navire marchand de 8 627 tonneaux au cours des 8 patrouilles (415 jours en mer) qu'il effectua.
| Date            | Nom                     | Nationalité     | Tonnage (GRT) | Fait      |
| --------------- | ----------------------- | --------------- | ------------- | --------- |
| 16 janvier 1942 | Toorak                  | Grande-Bretagne | 8 627         | Endommagé |
| 18 janvier 1942 | Dimitrios G. Thermiotis | Grèce           | 4 271         | Coulé     |
| 6 août 1942     | Wawaloam *              | USA             | 342           | Coulé     |
| 11 mars 1943    | Brant County            | Norvège         | 5 001         | Coulé     |

* Voilier